# Всемирный Кубок чемпионов по волейболу среди мужчин 1997
2-й розыгрыш Всемирного Кубка чемпионов по волейболу среди мужчин прошёл с 15 по 24 ноября 1997 года в трёх городах Японии с участием 6 национальных сборных команд. Обладателем Кубка стала сборная Бразилии.

## Команды-участницы
Япония — команда страны-организатора;
Нидерланды — чемпион Европы 1997;
Китай — чемпион Азии 1997;
Куба — чемпион Северной, Центральной Америки и Карибского бассейна 1997;
Бразилия — чемпион Южной Америки 1997;
Австралия — по приглашению организаторов турнира.

## Система проведения
6 команд-участниц розыгрыша Всемирного Кубка чемпионов провели однокруговой турнир, по результатам которого определены итоговые места.
Матчи проводились по экспериментальным правилам. Для первых четырёх партий введён лимит времени — 25 минут. Если одна из команд набирает необходимое число очков (15, максимум 17) раньше времени, то партия заканчивается. Если же партия не завершается в лимит времени, то игра продолжается по системе тай-брейка (до 15 очков, но с перевесом в два очка одной команды над другой). Пятая партия матча играется по системе тай-брейка.

## Результаты
| М | Команда    | 1   | 2   | 3   | 4   | 5   | 6   | И | В | П | С/П  | О  |
| - | ---------- | --- | --- | --- | --- | --- | --- | - | - | - | ---- | -- |
| 1 | Бразилия   |     | 3:2 | 3:1 | 3:0 | 3:0 | 3:0 | 5 | 5 | 0 | 15:3 | 10 |
| 2 | Нидерланды | 2:3 |     | 3:1 | 1:3 | 3:2 | 3:0 | 5 | 3 | 2 | 12:9 | 8  |
| 3 | Куба       | 1:3 | 1:3 |     | 3:0 | 3:2 | 3:1 | 5 | 3 | 2 | 11:9 | 8  |
| 4 | Китай      | 0:3 | 3:1 | 0:3 |     | 3:1 | 3:2 | 5 | 3 | 2 | 9:10 | 8  |
| 5 | Япония     | 0:3 | 2:3 | 2:3 | 1:3 |     | 3:0 | 5 | 1 | 4 | 8:12 | 6  |
| 6 | Австралия  | 0:3 | 0:3 | 1:3 | 2:3 | 0:3 |     | 5 | 0 | 5 | 3:15 | 5  |

Осака
15 ноября
Япония — Австралия 3:0 (15:4, 15:10, 15:3); Китай — Нидерланды 3:1 (15:13, 15:10, 12:15, 15:5); Бразилия — Куба 3:1 (13:15, 15:10, 15:4, 15:9).
17 ноября
Бразилия — Австралия 3:0 (15:2, 15:11, 15:3); Куба — Китай 3:0 (15:12, 15:11, 15:3); Нидерланды — Япония 3:2 (15:9, 22:24, 15:14, 11:15, 15:9).
Хиросима
19 ноября
Бразилия — Китай 3:0 (15:5, 15:12, 15:10); Нидерланды — Австралия 3:0 (26:24, 15:12, 15:5); Куба — Япония 3:2 (7:15, 15:4, 13:15, 15:6, 15:11).
Токио
22 ноября
Китай — Япония 3:1 (8:15, 15:13, 15:12, 15:11); Бразилия — Нидерланды 3:2 (15:9, 15:12, 13:15, 12:15, 15:10); Куба — Австралия 3:1 (15:3, 12:15, 15:4, 15:12).
24 ноября
Китай — Австралия 3:2 (15:12, 15:9, 13:15, 12:15, 15:13); Бразилия — Япония 3:1 (15:5, 15:11, 19:17); Нидерланды — Куба 3:1 (15:11, 16:14, 4:15, 15:8).

## Итоги

### Положение команд
| Бразилия     |
| Нидерланды   |
| Куба         |
| 4. Китай     |
| 5. Япония    |
| 6. Австралия |

### Призёры
Бразилия: Налберт Битенкурт, Густаво, Дуглас Кьяротти, Жиба, Жоэл, Итаполис, Жилмар Тейшейра (Кид), Кассио Перейра, Маниус Аббади, Рикардиньо, Роим, Ренато Фелизардо. Тренер — Радамес Латтари.
  Нидерланды: Миша Латухихин, Франк Денкерс, Хенк-Ян Хелд, Райндер Нуммердор, Гёйдо Гёртзен, Рихард Схёйл, Майк ван де Гор, Бас ван де Гор, Олоф ван дер Мёлен, Алберт Кристина, Роберт ван Эс. Главный тренер — Тон Гербрандс.
  Куба: Алексис Батте Арредондо, Алексейс Аргилагос Сегура, Иван Бенито Руис Куэста, Анхель Деннис Диас, Павел Пимьента Аллен, Рауль Диаго Искьердо, Освальдо Эрнандес Чамбелл, Рамон Гато Мойя, Ален Рока Борреро, Иосвани Эрнандес Ривера, Анхель Бельтран Марино, Херман Исагирре. Главный тренер — Хуан Хесус Диас.

### Индивидуальные призы
Лучший нападающий:  Бас ван де Гор
Лучший блокирующий:  Чжэн Лян
Лучший связующий:  Миша Латухихин
Лучший на подаче:  Дэвид Бирд
Лучший на приёме:  Налберт Битенкурт
Лучший в защите:  Ли Темин
Самый результативный:  Налберт Битенкурт